# Anna-Lisa Eriksson
Anna-Lisa Eriksson, coniugata Ejderfeldt e, successivamente, Bergsten (Selånger, 21 giugno 1928 – Härnösand, 26 maggio 2012), è stata una fondista svedese.

## Palmarès

### Olimpiadi invernali
- Bronzo a Cortina d'Ampezzo 1956 nella staffetta 3 × 5 km.

### Mondiali
- Bronzo a Falun 1954 nella staffetta 3 × 5 km.